# Mikalojus Konstantinas Čiurlionis

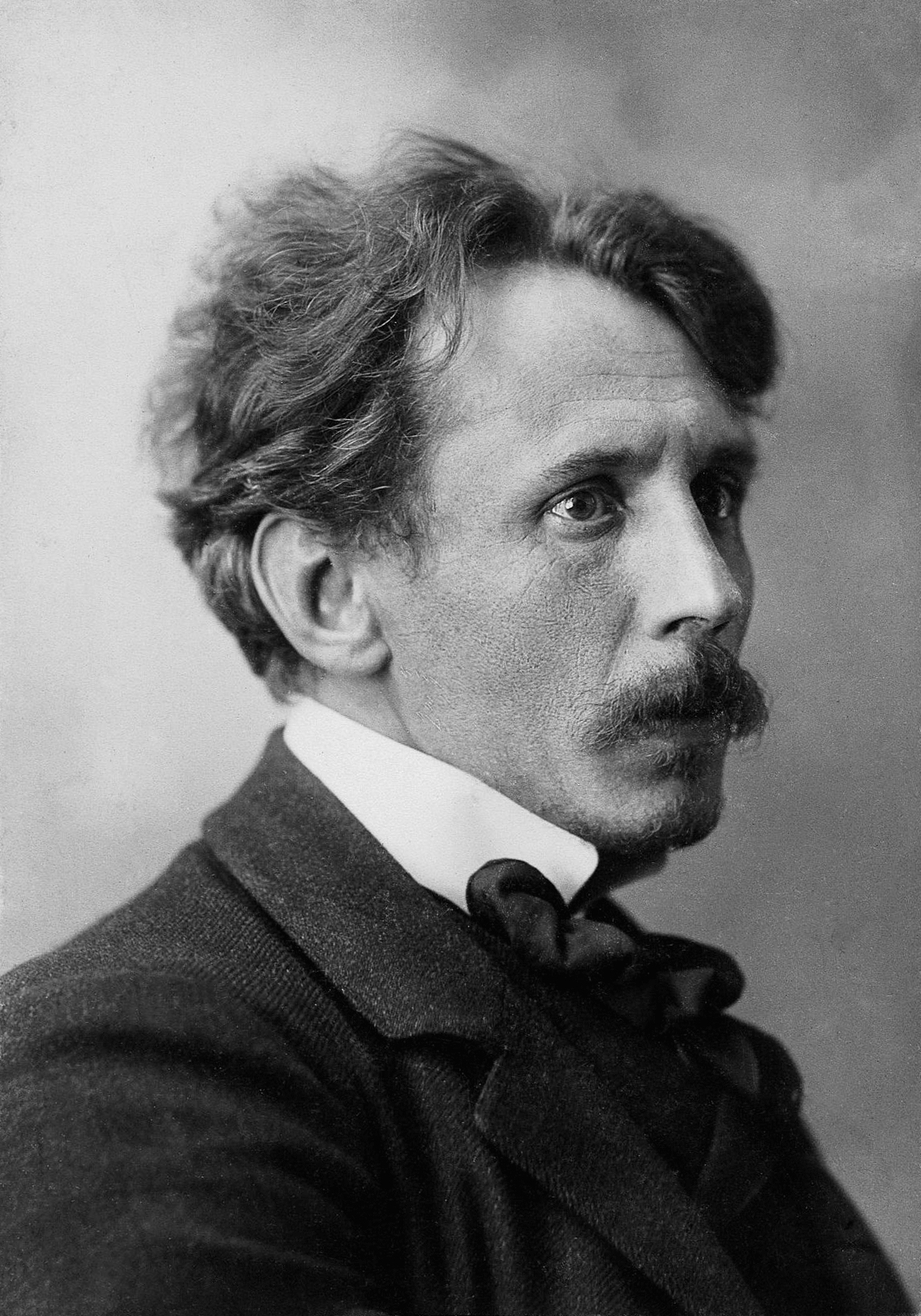
Mikalojus Konstantinas Čiurlionis (1875-1911)

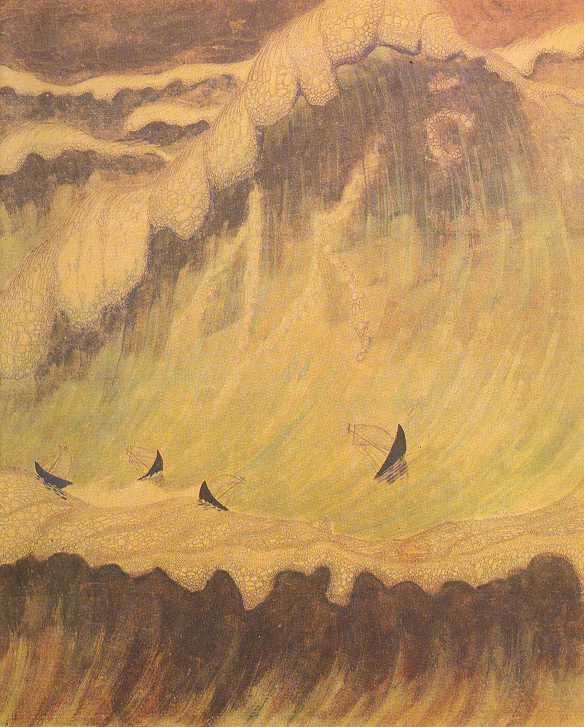
Sonate van de Zee: Finale (1908)

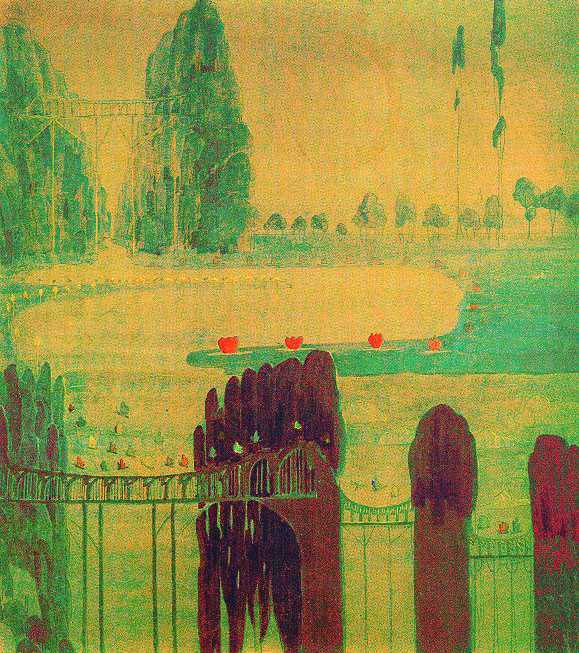
Sonate van de Zon: Scherzo (1907)

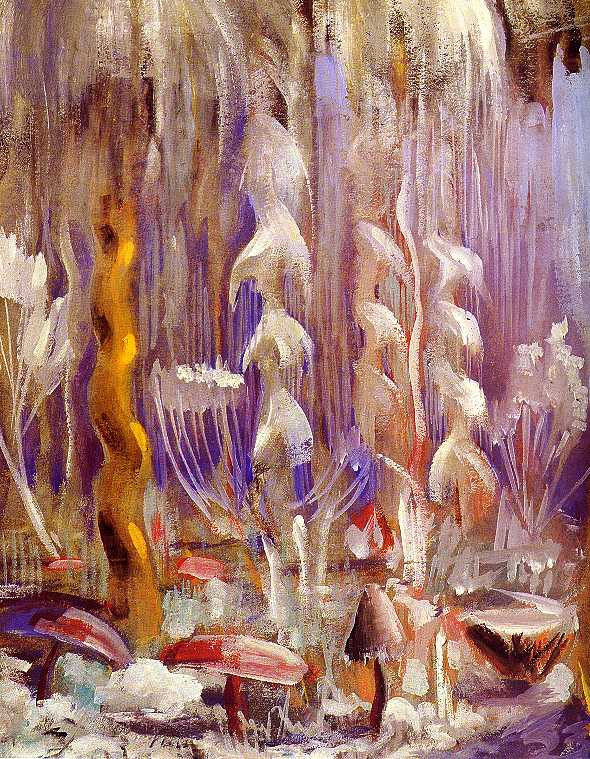
Schepping van de Wereld X (1906-1907)

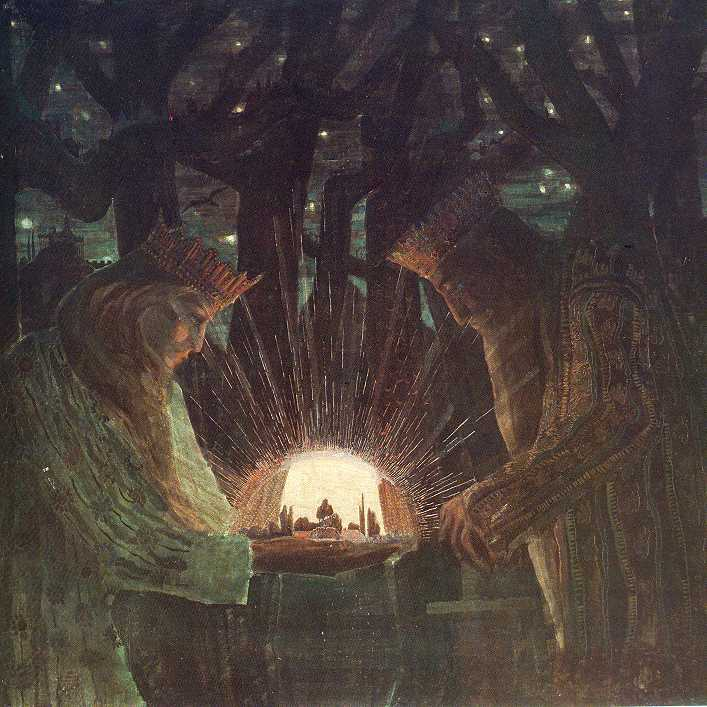
De koningen uit de cyclus Sprookjes (1909)

Mikalojus Konstantinas Čiurlionis (in het Pools: Mikołaj Konstanty Czurlanis, Varėna, 10 september 1875 – Pustelnik, 28 maart 1911 volgens de tijdrekening van het tsaristische Rusland en 22 september 1875 – 10 april 1911 volgens onze tijdrekening) was een Litouws kunstschilder en componist.
De Litouwers beschouwen hem als hun grootste componist, hoewel hij de herrijzenis van Litouwen als onafhankelijke staat (op 16 februari 1918) niet heeft meegemaakt. In Čiurlionis’ tijd was Litouwen een deel van het tsaristische Rusland.
Čiurlionis schreef tijdens zijn korte leven ca. 300 muziekstukken en maakte ongeveer evenveel schilderijen. De planetoïde 2420 Čiurlionis is naar hem vernoemd. Ook een berg in de Pamir en een rotsformatie in Frans Jozefland in de Noordelijke IJszee dragen zijn naam.

## Levensloop
Čiurlionis was de oudste van negen kinderen van vader Konstantinas Čiurlionis (1846–1914) en moeder Adelė Radmanaitė. In 1878 verhuisde de familie naar Druskininkai, waar zijn vader organist werd in de plaatselijke kerk. Čiurlionis was een muzikaal wonderkind: op driejarige leeftijd kon hij muziek naspelen en toen hij zeven was, kon hij muziek lezen. Kort nadat hij de basisschool had doorlopen, ging hij naar de muziekschool van Prins Michał Ogiński in Plungė, waar hij tussen 1889 en 1893 verschillende instrumenten leerde bespelen, vooral de dwarsfluit. Daarna studeerde hij tussen 1894 en 1899 piano en compositieleer aan het conservatorium in Warschau (dat toen ook deel uitmaakte van het Russische rijk). Zijn afstudeerwerkstuk was een cantate voor gemengd koor en symfonieorkest, getiteld De Profundis, onder toezicht van de componist Zygmunt Noskowski. Tussen 1901 en 1902 volgde hij compositielessen aan het conservatorium van Leipzig onder Carl Reinecke, en tussen 1904 en 1906 tekenlessen aan de Academie voor Beeldende Kunst te Warschau. Zelf gaf hij pianolessen. In 1907 vestigde hij zich in Vilnius.
Hij was een van de initiatiefnemers van de Eerste Tentoonstelling van Litouwse Kunst, die in 1907 werd gehouden in het Vileišis Paleis in Vilnius. Zelf nam hij ook deel. Kort daarna werd de Litouwse Unie van Kunstenaars opgericht door negentien kunstenaars, onder wie Čiurlionis. De muziek vergat hij intussen niet. Hij dirigeerde Vilniaus Kanklės, het eerste professionele koor in Litouwen.
In 1907 leerde hij zijn latere vrouw Sofija Kymantaitė (1886-1958) kennen, een kunstcritica. Van haar leerde hij goed Litouws. In die jaren spraken veel hoogontwikkelde Litouwers Pools. Het gezin waarin Čiurlionis was opgegroeid, vormde daarop geen uitzondering. Hij voelde zich echter Litouwer, en geen Pool.
In 1908 stond muziek van Čiurlionis op het programma van de Soirees van Eigentijdse Muziek in Sint-Petersburg, samen met werken van Nikolaj Medtner en Alexander Skrjabin.
Op 1 januari 1909 trouwde hij met Sofija. In november van dat jaar maakte hij een reis naar Sint-Petersburg, waar hij schilderijen exposeerde. Op de dag voor Kerstmis raakte Čiurlionis daar in een ernstige depressie. Begin 1910 werd hij opgenomen in een sanatorium in Pustelnik bij Marki, ten noordoosten van Warschau. In dat sanatorium stierf hij in 1911 aan een longontsteking, 35 jaar oud. Hij ligt begraven op het Rasos-kerkhof in Vilnius. Zijn dochter Danutė (1910-1995) heeft hij nooit gezien.
Čiurlionis was een synestheet, iemand die kleuren hoort bij muziek. Veel van zijn schilderijen dragen de naam van een muziekstuk: sonate, fuga of prelude.

## Postume erkenning
Al in 1911 werden de eerste postume tentoonstellingen van de schilderijen van Mikalojus Konstantinas Čiurlionis gehouden in Vilnius, Kaunas en Moskou. In 1912 volgde een expositie in Sint-Petersburg.
Werk van Čiurlionis is te zien geweest op internationale tentoonstellingen in onder andere Japan, Duitsland en Spanje. In 2005 werd in het Museum of Contemporary Art in Los Angeles de manifestatie "Visual Music" gehouden, gewijd aan synesthetische kunstenaars, waar werk van Čiurlionis te zien was naast werk van Wassily Kandinsky, James McNeill Whistler en Paul Klee.
In 1921 werd in Kaunas, toen de hoofdstad van Litouwen, het M.K. Čiurlionis Museum geopend. Hier is het leeuwendeel van Čiurlionis’ schilderijen te zien. In 1945 werd in Vilnius de Nationale M.K. Čiurlionis School voor Beeldende Kunsten opgericht; kort daarna stichtte de Litouwse gemeenschap in Chicago The Čiurlionis Art Gallery, waar ook schilderijen van Čiurlionis te zien zijn. In 1963 ging het Čiurlionis Herdenkingsmuseum in Druskininkai open, in het huis waar Čiurlionis opgroeide. In dit museum zijn biografische documenten, foto’s en reproducties van het werk van de kunstenaar te zien.
Erkenning voor Čiurlionis als componist kwam pas later. Tijdens zijn leven zijn maar weinig muziekstukken van Čiurlionis gepubliceerd. Pas in 1957 publiceerde zijn zuster Jadvyga Čiurlionitė zijn verzamelde pianowerken. Een aantal musicologen, onder wie de latere Litouwse staatsman Vytautas Landsbergis, hebben zich in de jaren daarna grote moeite getroost om de bundel aan te vullen met pianostukken die her en der in archieven opdoken. Het strijkkwartet en de symfonische gedichten zijn pas halverwege de jaren zestig gepubliceerd. Sinds die tijd is Čiurlionis de meest gespeelde Litouwse componist.
Sinds 1968 wordt eens in de vier jaar in Vilnius de Internationale M.K. Čiurlionis Competitie voor pianisten en organisten gehouden. In 2000 is een wedstrijd voor Litouwse componisten gehouden ter gelegenheid van Čiurlionis’ 125e geboortedag.

## Čiurlionis als componist
Čiurlionis’ muzikale nalatenschap omvat onder meer:
- Cantate De profundis voor gemengd koor en orkest of orgel
- Pianosonate in F-majeur (1898)
- Thema met variaties voor strijkkwartet in b-mineur (1898)
- Geestelijke koorwerken (1898-1902)
- Symfonisch gedicht Miške (In het bos) (1901)
- Strijkkwartet in c-mineur (1901-02)
- Symfonie in d-mineur (1902, onvoltooid)
- Symfonische ouverture Kęstutis (1902), genoemd naar een Litouwse grootvorst in de 14e eeuw
- Symfonisch gedicht Jūra (De zee) (1903-07)
- Jūra (De zee), pianocyclus (1908)
- Jūratė, opera, (1908-09, onvoltooid)
- ± 200 korte pianostukken
- 16 cycli van preludes voor piano (waaronder die in Fis-majeur en in A-majeur)
- Diverse variatiewerken voor piano
- 7 fuga's en preludia voor orgel
- ± 60 Litouwse volksliederen voor koor a capella
- Karalaitės kelionė: Pasaka (De reis van de prinses; een sprookje)
- Symfonisch gedicht Pasaulio sutvėrimas (De schepping van de wereld) (onvoltooid)

## Čiurlionis als schilder
Als schilder was Čiurlionis verwant met de Symbolisten, hoewel hij moeilijk bij een school valt in te delen. Hij maakte veel schilderijen in series, zoals de cycli:
- De Zondvloed (1904-1905)
- Winter (1906-1907)
- De schepping van de wereld (1906-1907)
- De Dierenriem (1907)
- Sonate van de lente (1907)
- Sonate van de zon (1907)
- Sonate van de zomer (1908)
- Sonate van de zee (1908)
- Sonate van de sterren (1908)
- Sprookjes (1909)

Als voorbeeld de cyclus De Dierenriem

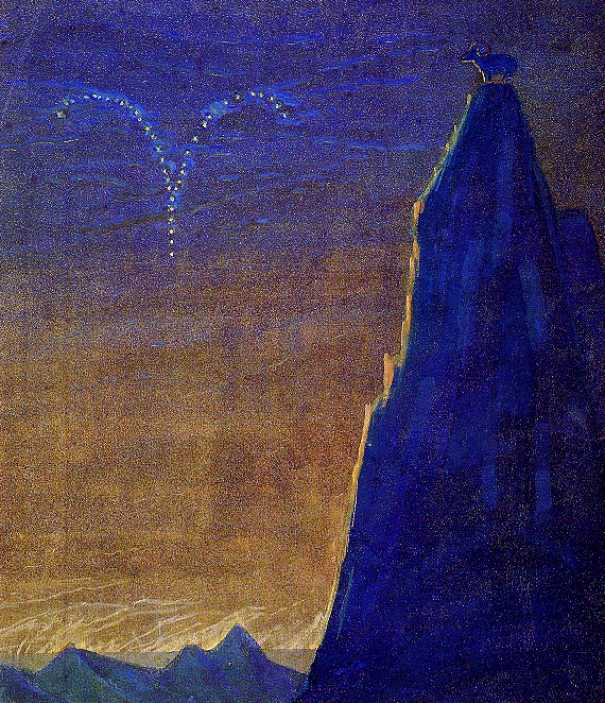
Ram
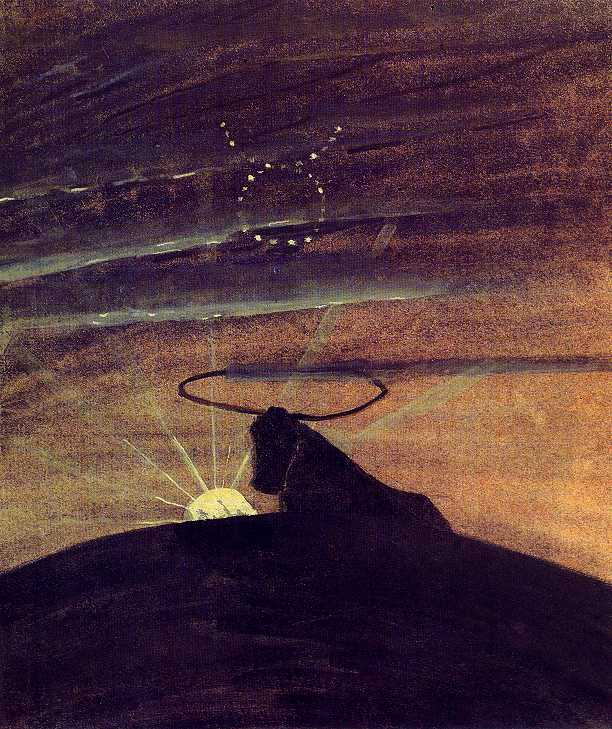
Stier
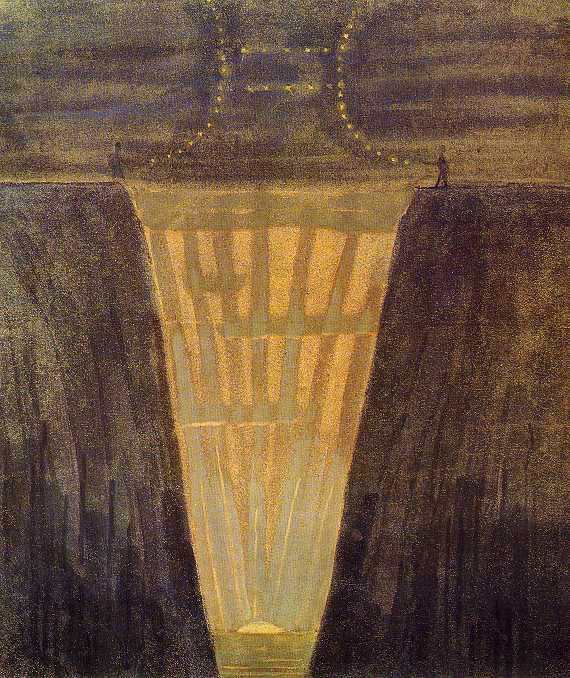
Tweelingen
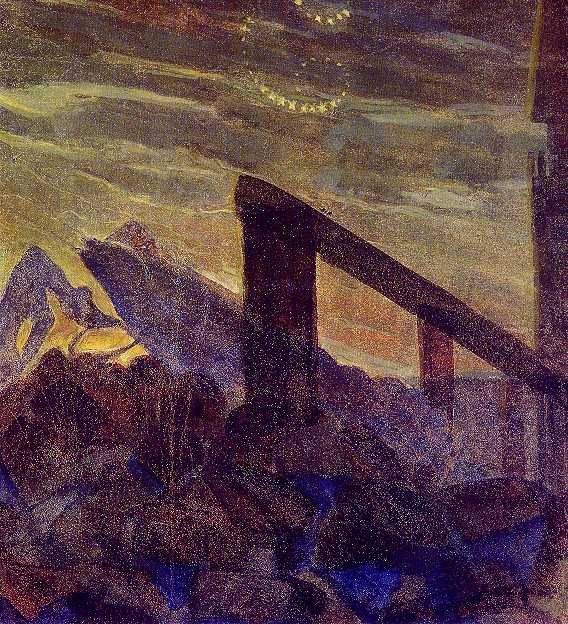
Kreeft
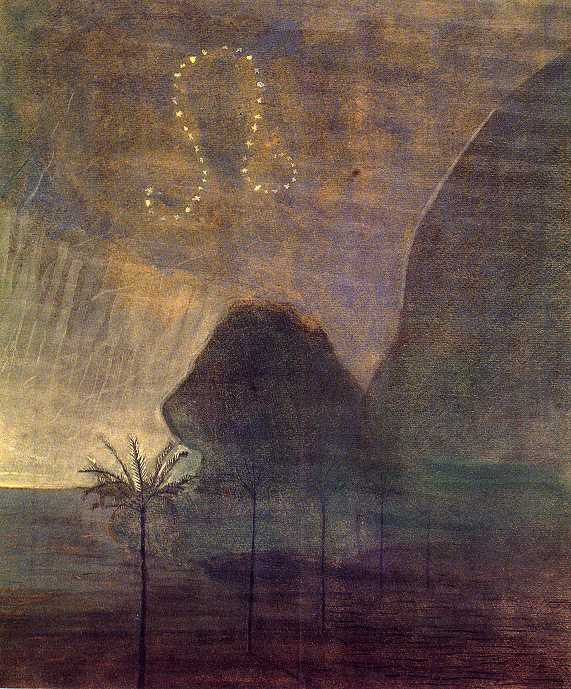
Leeuw
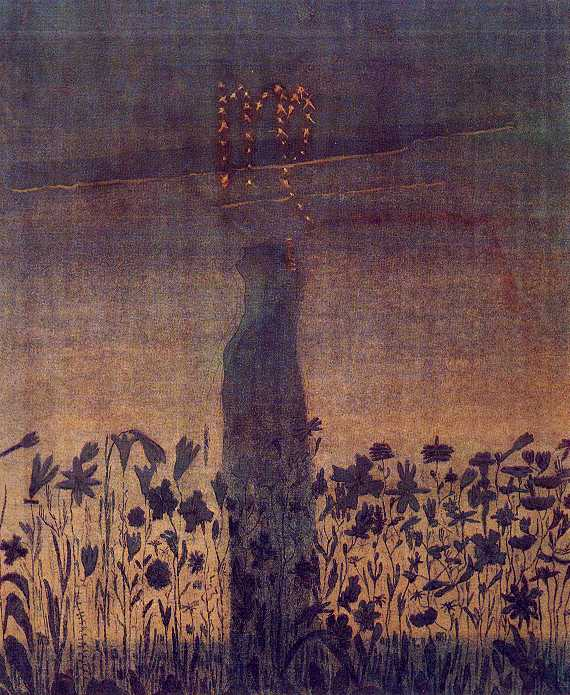
Maagd
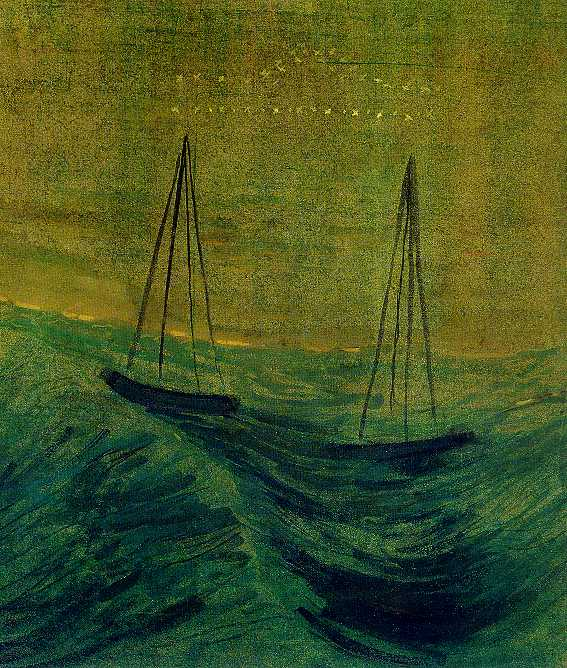
Weegschaal
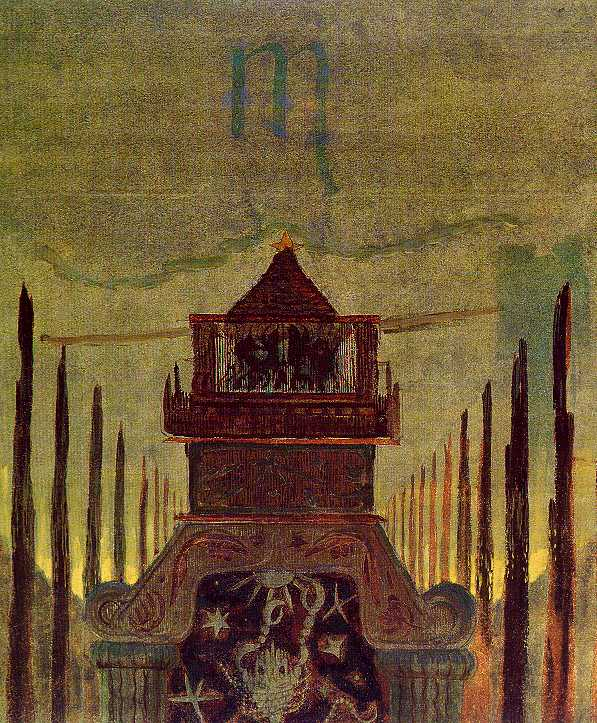
Schorpioen
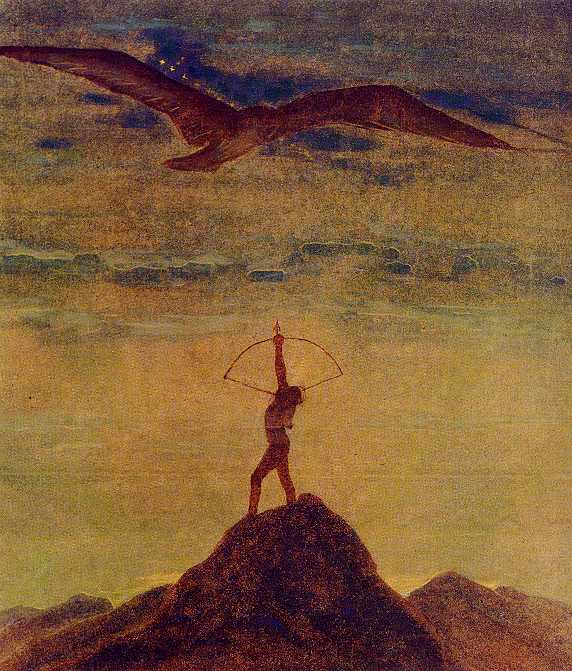
Boogschutter
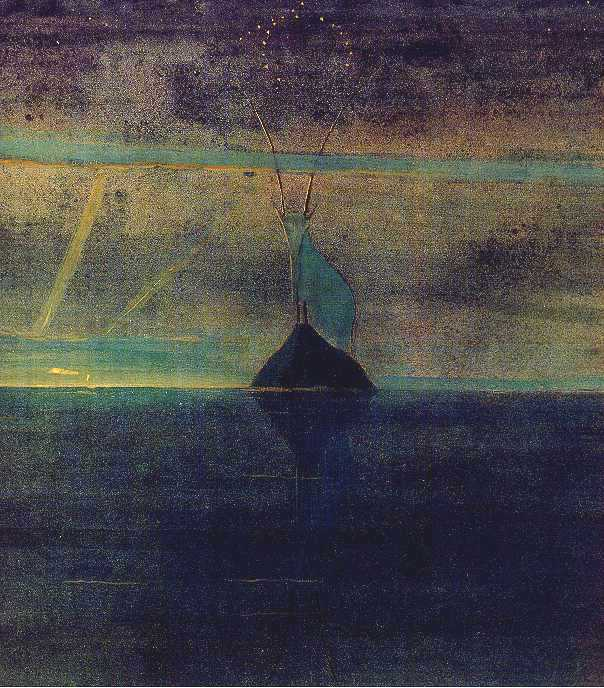
Steenbok
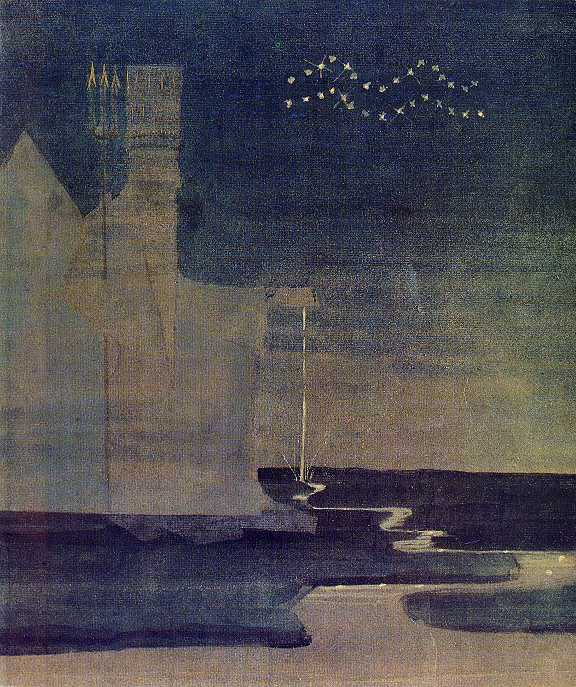
Waterman
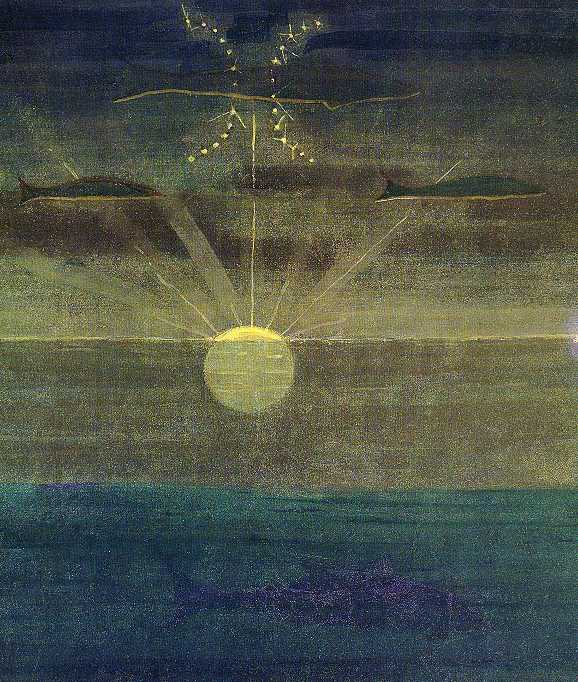
Vissen